# Seka
Seka fue un gobernante del Periodo protodinástico de Egipto que reinó en el delta del Nilo.
Su nombre es mencionado en la Piedra de Palermo, una inscripción pétrea que contiene los nombres de varios mandatarios predinásticos del Bajo Egipto.
Los nombres que han perdurado de estos gobernantes, son: ...Pu, Seka, Jaau, Tiu, Tyesh, Neheb, Uadynar, Mejet, y ...A.

## Titulatura
| Titulatura | Jeroglífico | Transliteración (transcripción) - traducción - (referencias) |

|  |

|  |

|  |

|  |

|  |

|  |

|  |

|  |